# 1995 FNS歌謡祭
『1995 FNS歌謡祭』（1995 エフエヌエスかようさい）は、フジテレビ系列で1995年12月5日 19:00 - 21:54（JST）に生放送された通算24回目の『FNS歌謡祭』。

## 概要
- 引き続き、会場がグランドプリンスホテル新高輪「飛天」にて生放送。
- コンテスト時代の1978年から18年連続で司会を務め続けてきた露木茂の司会は、今回が最後となった。
- 小室ファミリーから多数出演しており、安室奈美恵、内田有紀、H Jungle with t、華原朋美、globe、trf、観月ありさの7組が出演。
- ジャニーズ事務所からはSMAP、TOKIO、V6の3組が出演した。また、TOKIO、V6は『FNS歌謡祭』に初出演となった。
- また、同局の音楽番組『HEY!HEY!HEY! MUSIC CHAMP』から誕生した音楽ユニット・浜田雅功と小室哲哉によるユニット・H Jungle with tが『FNS歌謡祭』初出演。
- 演歌・歌謡曲勢は香西かおり1組のみの出演となった。

## 出演者

### 司会
- 露木茂
- 楠田枝里子

### 出演アーティスト
- 安室奈美恵
- 内田有紀
- H Jungle with t
- 小沢健二
- 華原朋美
- globe
- 小泉今日子
- 香西かおり
- 郷ひろみ
- 米米CLUB
- シャ乱Q
- JUDY AND MARY
- SPEED
- SMAP
- trf
- TOKIO
- DREAMS COME TRUE
- 中山美穂
- V6
- 松田聖子
- MAX
- 観月ありさ

太字は当年のNHK『第46回NHK紅白歌合戦』にも出場した歌手である。

### 音楽・演奏
- 武部聡志音楽団

## スタッフ
- 制作：井上信悟
- 構成：玉井貴代志
- 音楽：広瀬健次郎
- プロデューサー：水口昌彦、きくち伸
- プロデューサー・演出：大前一彦
- 技術協力：八峯テレビ、共同テレビジョン、サンフォニックス、FLT、バリライト
- 協力：新高輪プリンスホテル
- 制作：フジテレビ第二制作部
- 制作著作：フジテレビ